# كونراد مكاي
كونراد مكاي هو لاعب هوكي الجليد كندي، ولد في 15 ديسمبر 1979 في Wabowden ‏ في كندا.

## وصلات خارجية
- كونراد مكاي على موقع دوري الهوكي الوطني (الإنجليزية)
- كونراد مكاي على موقع EliteProspects.com (الإنجليزية)
- كونراد مكاي على موقع HockeyDB.com (الإنجليزية)